# Ruth Cahn
Ruth Cahn (eigentlich: Amalie Leontine Cahn, geboren 7. Dezember 1875 in Frankfurt am Main; gestorben 20. Mai 1966 ebenda) war eine deutsche Malerin. Sie wird dem Kreis der „Fauves“ zugeordnet.

## Leben

Ruth Cahn, Selbstporträt, vor 1935

Amalie Leontine Cahn kam in der Frankfurter Myliusstraße als einzige Tochter einer alteingesessenen Frankfurter jüdischen Familie zur Welt. Deren Geschichte lässt sich auf das Haus „Schwarzer Adler“ in der Frankfurter Judengasse zurückverfolgen, früheste Vorfahren waren 1505 in die Frankfurter Stättigkeit aufgenommen worden. Ihr Vater war Fachberater bei der Handelskammer und betrieb erfolgreich ein nach ihm benanntes Bankhaus in der Taunusstraße. Ihre jüngeren Brüder Robert (1878–1948) und Arthur (1883–1952) etablierten sich früh als Unternehmer.
Von 1906 bis 1912 besuchte Ruth Cahn die Damenakademie des Münchner Künstlerinnen-Vereins und studierte dort bei Max Feldbauer. Bis zum Ende des Ersten Weltkriegs hielt sie sich außer in Frankfurt vor allem im seinerzeit neutralen Spanien auf, wo die Folgen der Wirtschaftskrise und des Kriegs weniger drastisch zu spüren waren als in Deutschland oder Frankreich.
In den frühen 1920er Jahren lebte und arbeitete Cahn in der Rue Corneille bzw. in der Rue Saint-Jacques am Rande des Quartier du Montparnasse in Paris, wo sich ihr Bruder Robert bereits aufhielt. Hier verkehrte sie in den Kreisen von Pablo Picasso und Henri Matisse, mit denen sie persönlich bekannt gewesen sein soll. In diesem kreativen Umfeld setzte sie ihre künstlerische Ausbildung bei Kees van Dongen und Othon Friesz fort. Beide waren zu diesem Zeitpunkt bereits gefeierte Berühmtheiten innerhalb der europäischen Kunst und bekannt als „Fauves“.
Neben ihrer Mitgliedschaft beim Frankfurter Künstlerbund, an dessen Herbst- und Frühjahrsausstellungen sie über zehn Jahre lang regelmäßig teilnahm, war Ruth Cahn Mitglied der GEDOK, die 1926 als Gemeinschaft deutscher und österreichischer Künstlerinnen und Kunstfreundinnen gegründet wurde.
Im Jahr 1935 sah sich die Malerin aufgrund der nationalsozialistischen Verfolgung gezwungen, Deutschland zu verlassen. Mit ihrem Bruder begab sie sich ins Exil nach Chile. Für ihre weiteren Lebensstationen gibt es kaum Belege. Sicher ist, dass sie das Malen aufgab und, obwohl sie erst 90-jährig starb, nie wieder an die Staffelei zurückkehrte.
Nach dem Tod ihres Bruders Arthur kehrte Ruth Cahn zurück nach Europa. Ende 1953, spätestens im Jahr 1954 war ihr Umzug nach Barcelona abgeschlossen. Für die letzten fünf Jahre ihres Lebens bis zu ihrem Tod 1966 bezog Ruth Cahn eine Wohnung im Frankfurter Westend. Beerdigt wurde die Malerin, die einst zu den meistbeachteten Künstlerinnen der Stadt zählte, auf dem Neuen Jüdischen Friedhof in Frankfurt.

## Werke
Der größte Teil von Ruth Cahns Werk hat die Wirren des Zweiten Weltkrieges und des Spanischen Bürgerkriegs nicht überstanden und gilt heute als verschollen. Die wenigen Fragmente lassen nur erahnen, wie sich die Künstlerin jene Anerkennung verdient hatte, die ihr auf dem Höhepunkt ihrer Karriere zuteilwurde. Was mit ihrem Nachlass geschah, ist nicht überliefert.
Im Verlauf der folgenden Jahrzehnte finden sich nur noch einzelne Spuren von Ruth Cahns Werk. So wurden im Jahr 1984 im Frankfurter Auktionshaus Arnold sechs Ölgemälde an Unbekannt versteigert – darunter Damenporträts, Aktbilder, ein Selbstbildnis sowie die Darstellung eines Russischen Zigeuner-Mädchens (Originalbezeichnung) – die alle in Paris entstanden waren. Durch Suchaufrufe in Print- und Onlinemedien konnte das Jüdische Museum Frankfurt bis heute zwei der Gemälde ermitteln. Ein weiteres Damenporträt, das auf dem Gipfel von Cahns künstlerischen Schaffens entstanden ist, gelangte in den frühen 2000er Jahren in den Kunsthandel und wurde zuletzt 2021 versteigert. Das Bildnis befindet sich heute im Salzburger Museum Kunst der Verlorenen Generation. Zwei weitere farbstrahlende Frauendarstellungen gehören zur Exilkunstsammlung Edition Memoria in Hürth. Eine Ansicht des Frankfurter Bethmann-Weihers befindet sich in der Kunstsammlung der Stadt Frankfurt; das Historische Museum Frankfurt hatte bereits in den 1920er Jahren ein Gemälde des Palmengartens erworben.
Gemeinsam mit vier Bildern, darunter ein Selbstporträt, die sich heute im Besitz der Nachkommen Ruth Cahns befinden, sind diese Arbeiten die einzigen bekannten überlieferten Werke der Künstlerin. Zu sehen sind diese Werke 2022/2023 in der Ausstellung Zurück ins Licht. Vier Künstlerinnen – Ihre Werke. Ihre Wege im Jüdischen Museum Frankfurt.

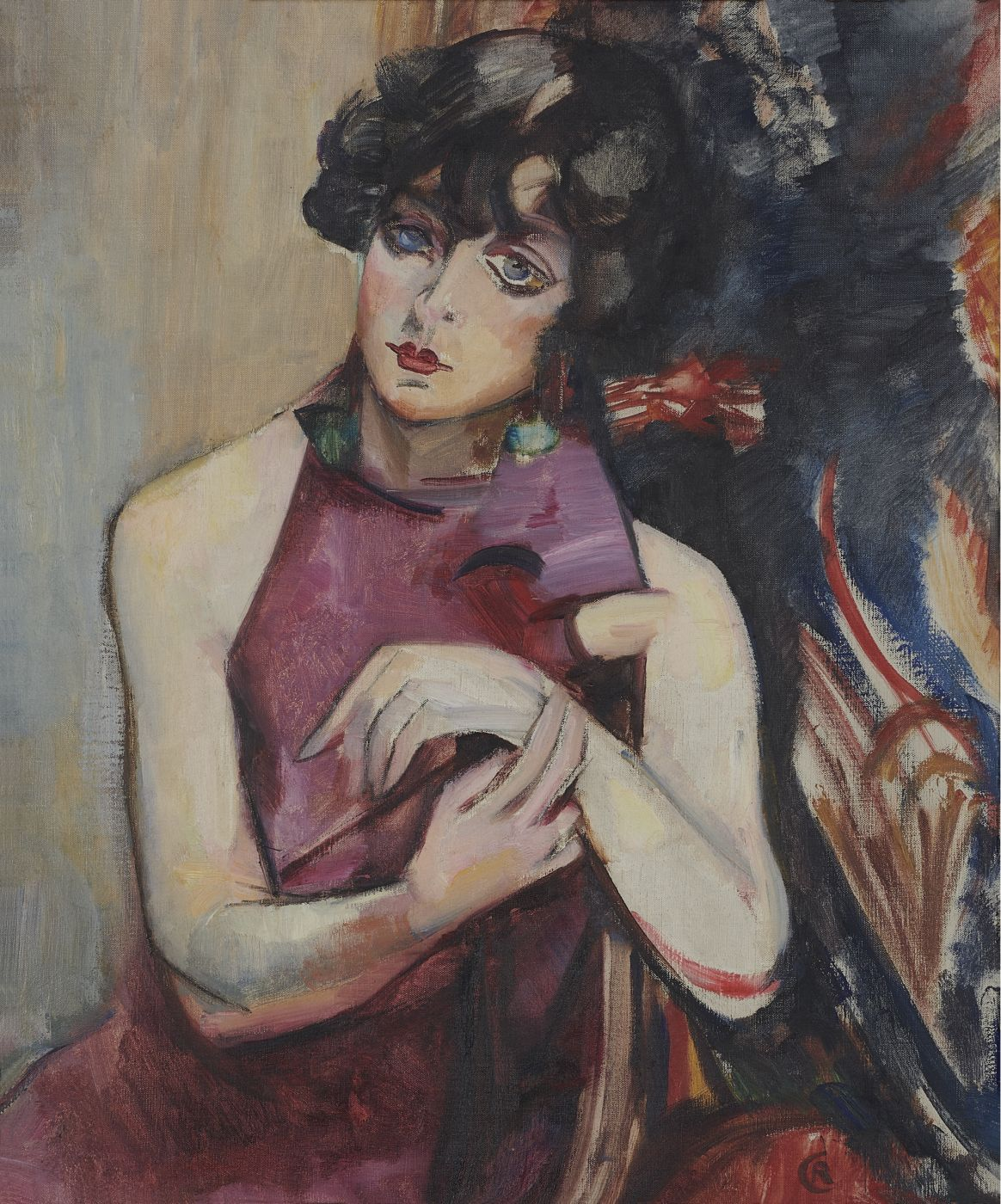
Ruth Cahn, Frau im lila Kleid (Porträtstudie), 1920er Jahre, Privatsammlung M. Kopp
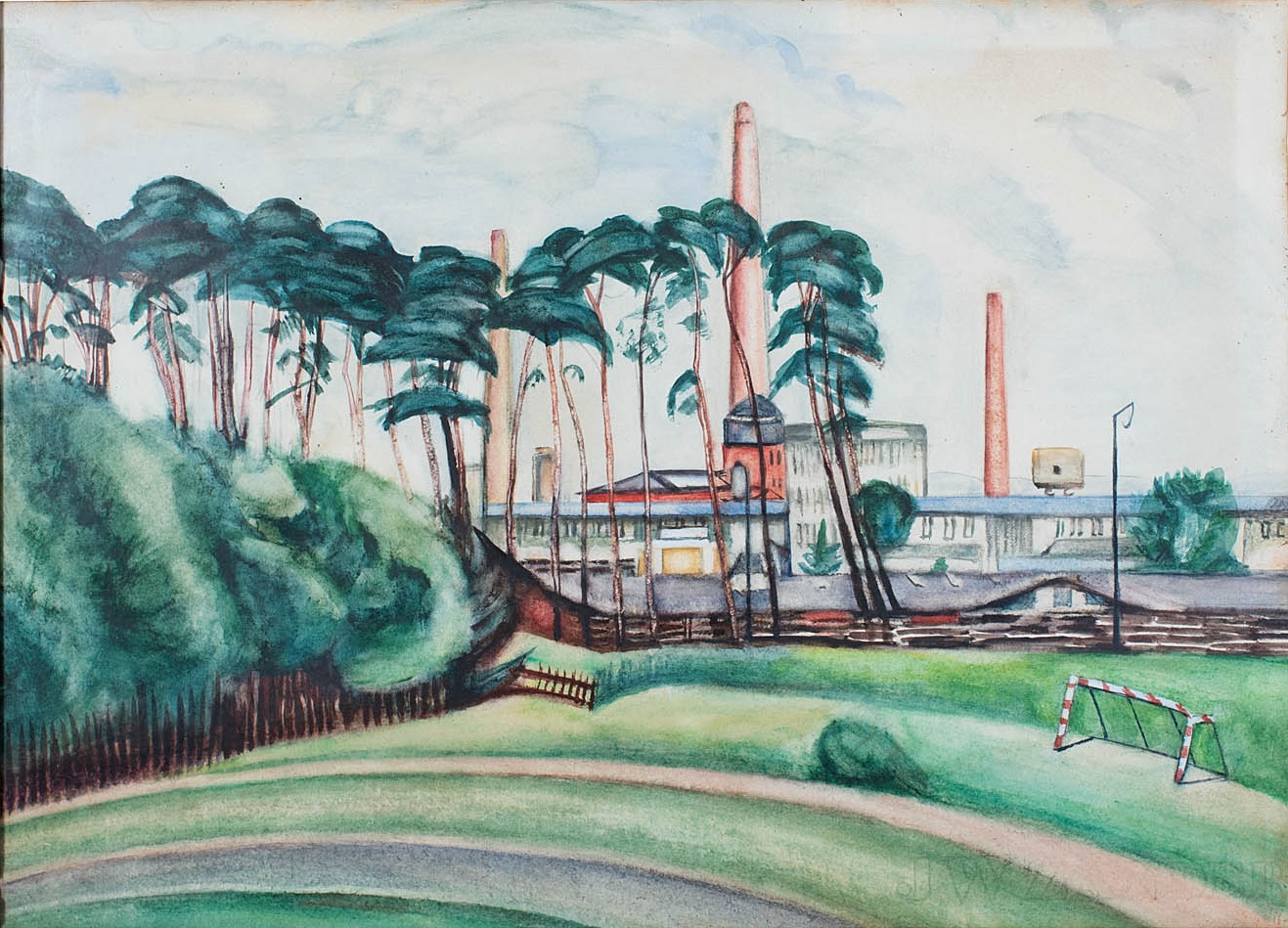
Ruth Cahn (1875–1966), Eintracht-Sportplatz Riederwald in Frankfurt am Main, 1920er Jahre, Privatbesitz
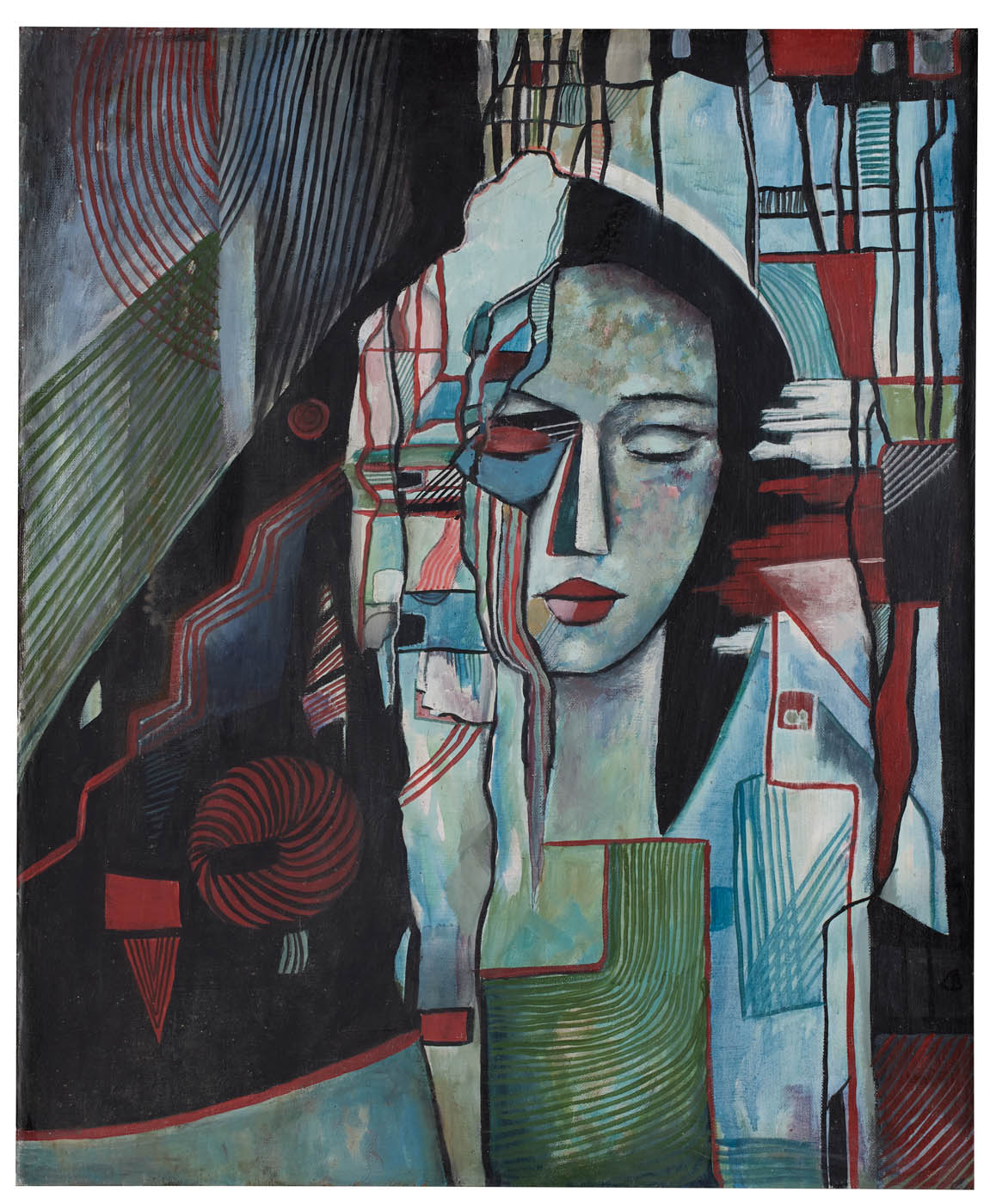
Ruth Cahn (1875–1966), Frauenkopf, vor 1935, Sammlung Edition Memoria, Thomas B. Schumann
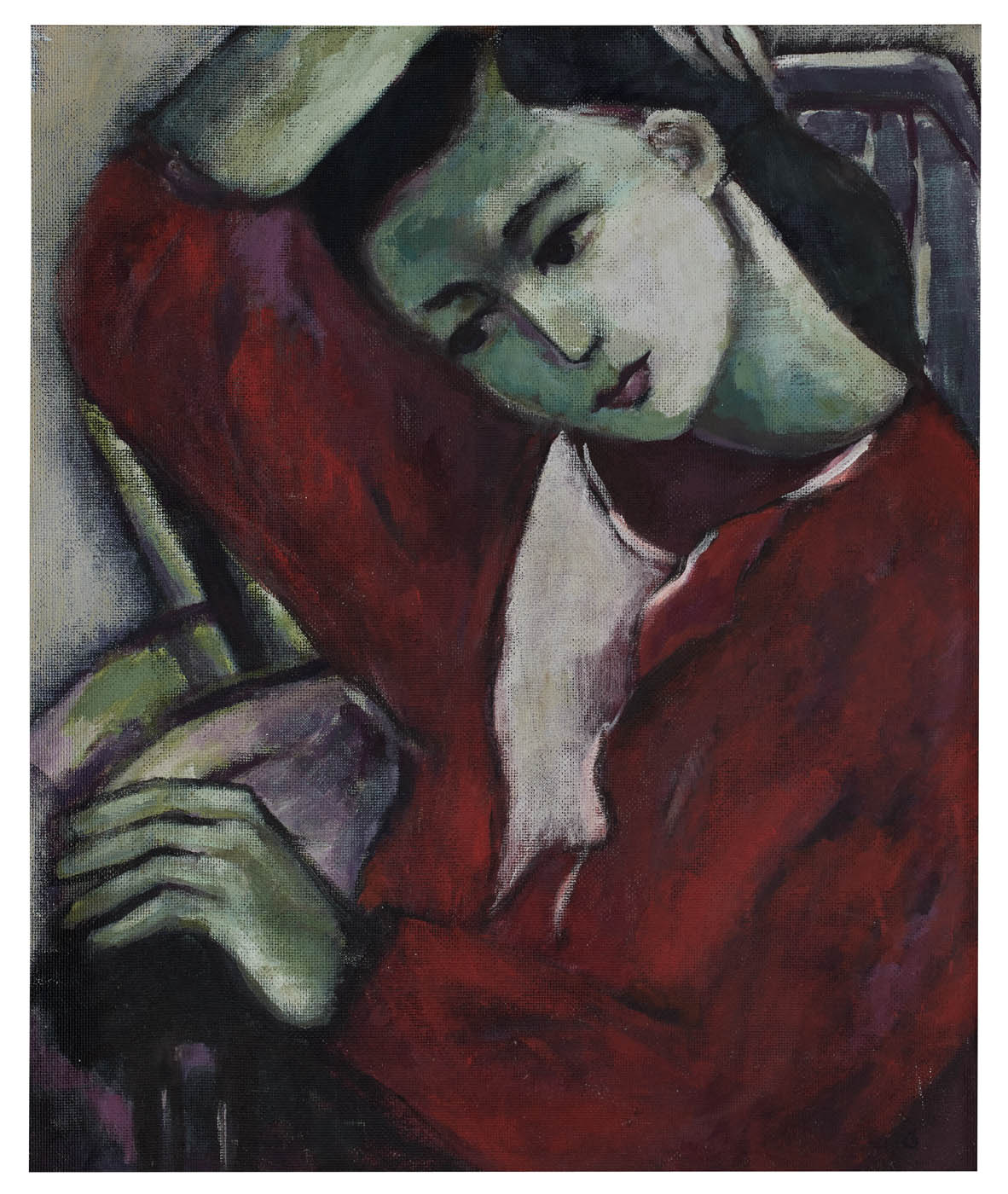
Ruth Cahn, Mädchen in roter Jacke, vor 1935, Sammlung Edition Memoria, Thomas B. Schumann
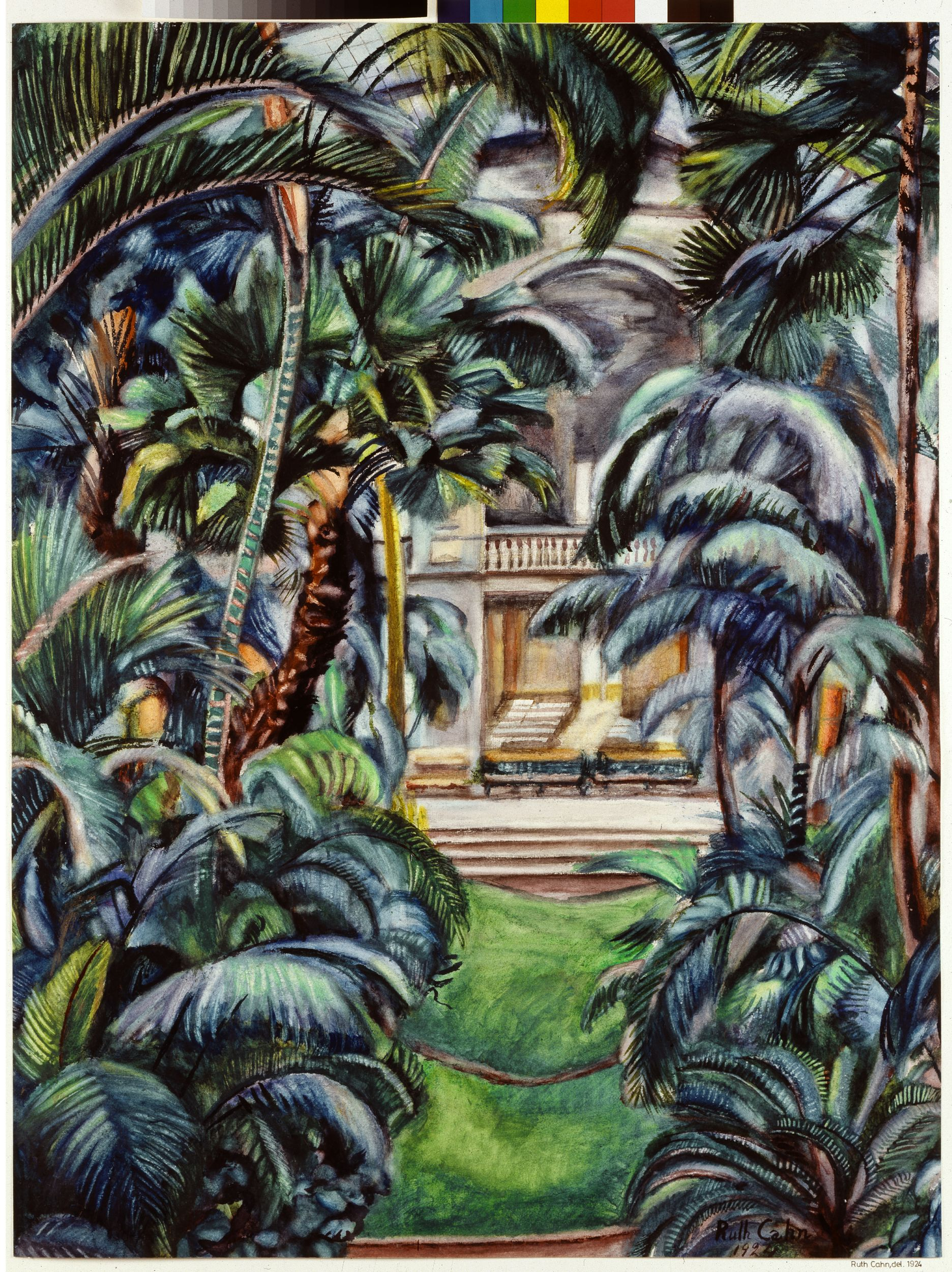
Ruth Cahn, Palmengarten Frankfurt, 1924, Historisches Museum Frankfurt
Ruth Cahn, Selbstporträt, vor 1935, Privatbesitz
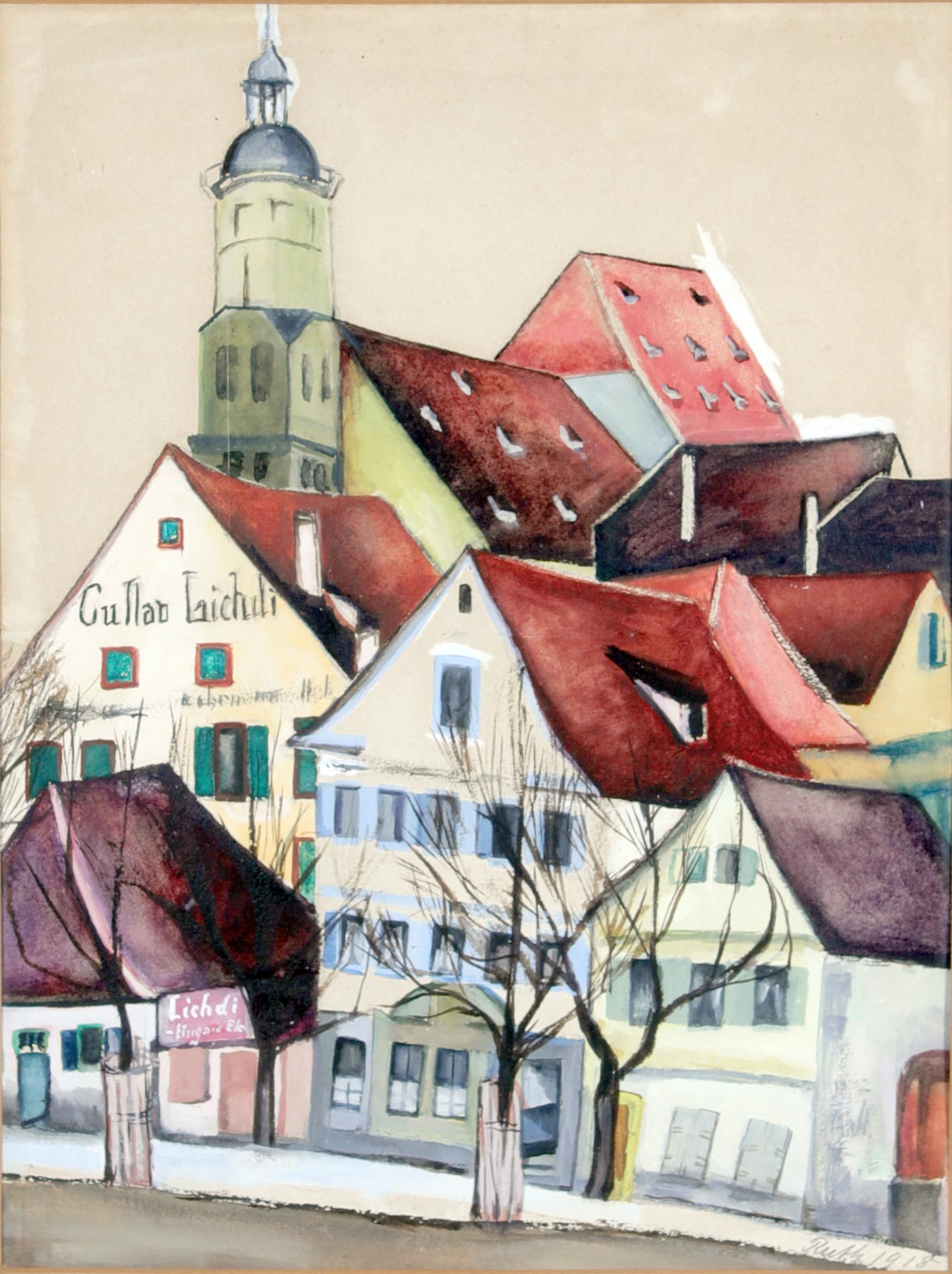
Ruth Cahn, Straße in Frankfurt am Main, 1918

## Ausstellungen
- 1919: Erste Ausstellung in der Kunsthandlung H. Trittler, Frankfurt am Main
- 1921: Ausstellung des Frankfurter Künstlerbundes im Kunstverein, Frankfurt am Main
- 1924: Erste Einzelausstellung in den Galeries Dalmau, Barcelona
- 1926: Kunstsalon Ludwig Schames, Frankfurt am Main
- 1926: Künstlerbund, Frankfurt am Main
- 1928: Einzelausstellung im Salon de la Jeune Peinture, Paris
- 1934: Postkartenserien mit Reproduktionen ihrer Werke im Rahmen eines Engagements für die Künstlerhilfe des Kulturbunds Rhein-Main
- 2022: Zurück ins Licht. Vier Künstlerinnen – Ihre Werke. Ihre Wege, Jüdisches Museum Frankfurt